# Festival internazionale delle sculture di ghiaccio e neve di Harbin
Il Festival internazionale cinese del ghiaccio e neve (“Harbin International Ice and Snow Sculpture Festival”) si svolge fin dal 1984 nella città di Harbin, sita nella provincia orientale del Heilongjiang, confinante con la Siberia. Ogni anno si realizzano sculture di ghiaccio che tendono a riprodurre una intera città, creando un'atmosfera incantata grazie anche a giochi di luce. Durante il Festival sono previste gare di scultura di ghiaccio e neve che attirano centinaia di artisti da tutto il mondo. Ufficialmente il festival ha inizio il 5 gennaio e si conclude dopo un mese, ma in realtà la manifestazione dura fino a quando le condizioni meteo lo permettono: è infatti l'arrivo della primavera, e del conseguente innalzamento della temperatura, a decretare lo sciogliersi delle sculture di solito quindi il festival parte tra la fine di novembre e l'inizio di dicembre quando le temperature scendono fino a meno quaranta gradi.
All'interno del Festival internazionale cinese del ghiaccio e neve vi sono alcune spettacolari sezioni che vanno a creare vero e proprio parco di divertimenti ma diventa ancora più affascinante quando con la notte si accendono le luci così che i cubi di ghiaccio si illuminino con vari colori con la tipica patina che solo questo materiale è in grado di offrire. Le sezioni sono molto particolari e vanno a comprendere alcune ambientazioni molto suggestive, vediamo quali sono:

## Harbin Ice and Snow World
Si tratta di una vera e propria città di ghiaccio creata con una grandissima precisione, bisogna tenere presente che un minimo errore potrebbe creare un vero e proprio disastro, e con grande fatica poiché tutto dev'essere fatto velocemente. Andando a snocciolare bene i numeri di questa attrazione sono davvero da rabbrividire, non solo per il freddo, infatti sono presenti 400 000 metri di strade, 120 000 metri cubici di ghiaccio e 100 000 metri cubici di neve. Ciò porta alla creazione di castelli, palazzi e statue di vari tipi rendendo la propria esperienza davvero unica.

## Harbin International Ice Sculpture Competition
Questa è una tra le competizioni di sculture di ghiaccio e neve più importanti nel mondo e molta gente ogni anno si reca in questa città siberiana alcuni per partecipare alla gara mentre altri per ammirarle. E' importante tenere presente che questa è una competizione di altissimo livello quindi non ci si deve sorprendere delle eccezionali opere d'arte che vengono proposte durante questa manifestazione.

## Harbin Ice Lantern Show
Questa sezione rappresenta un vero e proprio abbraccio tra la tradizione e la modernità poiché le lanterne cinesi sono fin dall'antichità uno strumento molto adoperato per illuminare la propria abitazione o i ponti. In questo caso troviamo una sinfonia tra la storia di questa città con la modernità del ghiaccio illuminato perdendosi in un ambiente dove la poesia la respiri ad ogni passo.

## Zhaolin Park
Questa sezione riprende uno tra i parchi cittadini più importanti di Harbin. Questo luogo viene riprodotto in maniera maniacale grazie ai cubi di ghiaccio ed alle luci di vario colore.